# Maurice Borrel
Pour les articles homonymes, voir Borrel.
Maurice Valentin Borrel, dit Maurice Borrel, né à Montataire le 18 août 1804 et mort à Chevilly-Larue (Val-de-Marne) le 29 mars 1882, est un sculpteur et médailleur français.
Son fils Alfred Borrel est également médailleur.

## Biographie
Maurice Borrel est l'élève du graveur Jacques-Jean Barre.
Il réalise de nombreux portraits de Louis-Philippe et de princes de la maison d'Orléans, ainsi que de personnalités du Second Empire et de la Deuxième République.
Il a dessiné parmi les premières monnaies de Monaco

## Collections publiques
- Musée d'art contemporain et d'art régional d'Annecy, médaillons en plâtres.

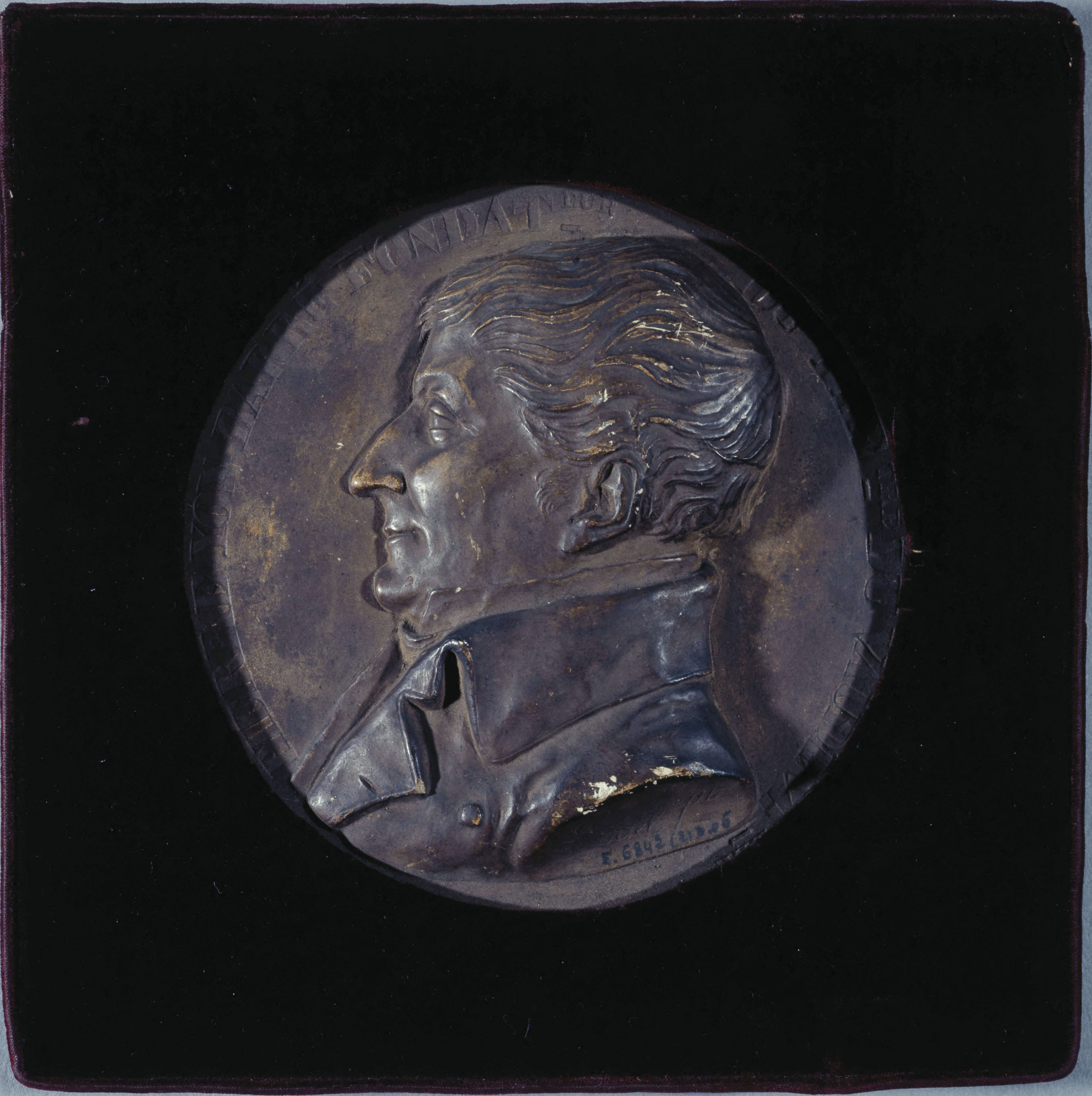
Pierre-Yves Barré, musée Carnavalet, Paris
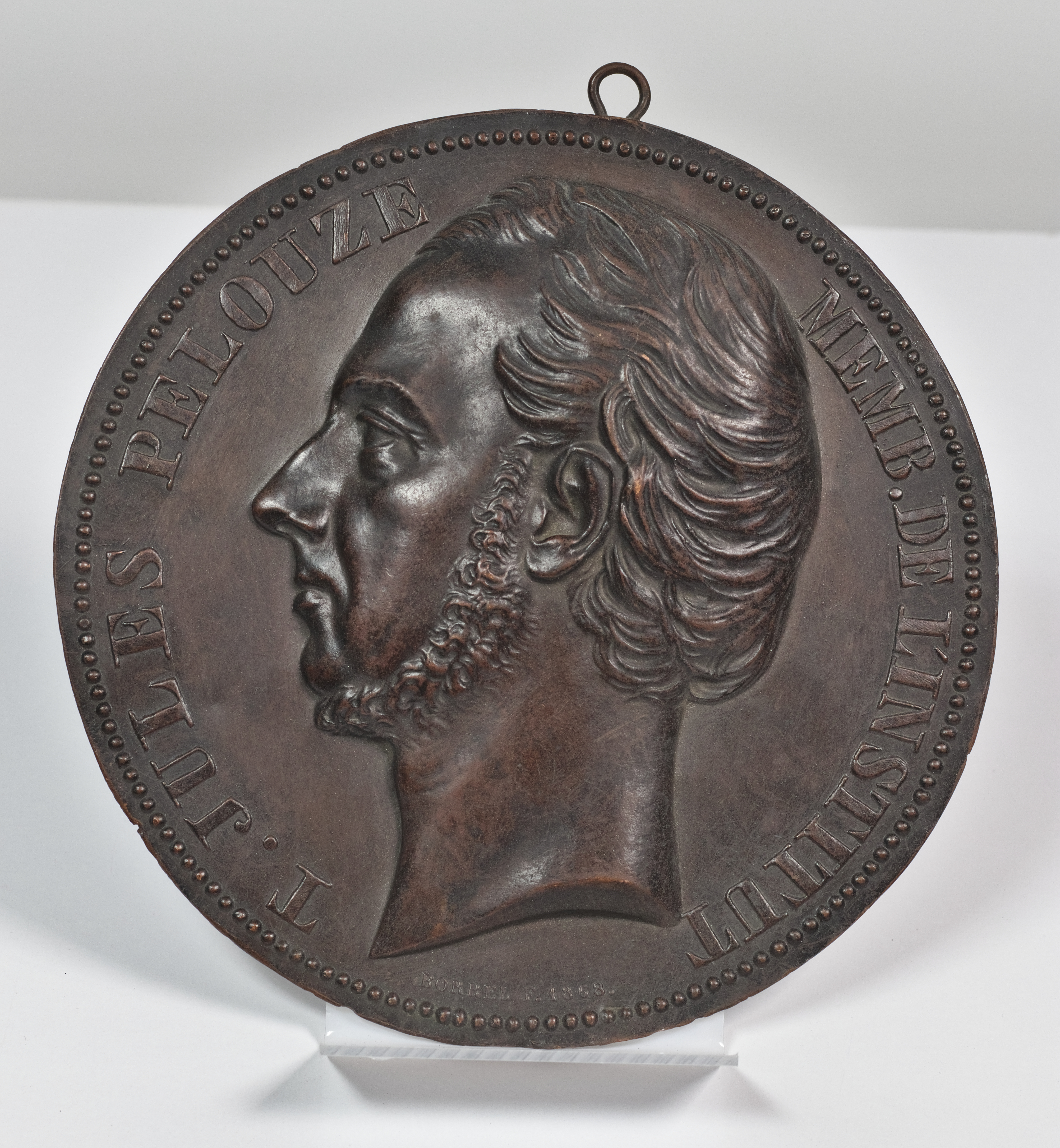
Théophile-Jules Pelouze, Maison Losseau, Mons